# تپه دره تخت
تپه دره تخت مربوط به عصر مفرغ - سده‌های اولیه و میانه دوران‌های تاریخی پس از اسلام است و در شهرستان ازنا، بخش مرکزی، دهستان پاچه لک غربی، ۱/۵ کیلومتری شمال شرقی روستای دره تخت واقع شده و این اثر در تاریخ ۷ اسفند ۱۳۸۶ با شمارهٔ ثبت ۲۱۳۴۹ به‌عنوان یکی از آثار ملی ایران به ثبت رسیده است.